# Županijska cesta
Županijska cesta je javna cesta koja povezuje područje jedne ili više županija u Hrvatskoj.

## Vanjske poveznice
- Popis županijskih cesta u Hrvatskoj
- "Odluka o razvrstavanju javnih cesta", Narodne novine 2020.